# O Amor Faz
"O Amor Faz" é uma canção da dupla pop brasileira Sandy & Junior, lançada como primeiro single do nono álbum de estúdio da dupla, Sandy & Junior (2001). A canção é uma balada pop romântica, escrita por Maurício Gaetani.
"O Amor Faz" fala sobre a força do amor, e foi a única canção do álbum a ter um videoclipe oficial. A canção se tornou um sucesso nas rádios do Brasil e, de acordo com a Crowley Broadcast Analysis do Brasil, atingiu o pico de número um entre as mais executadas no ínicio do mês de novembro de 2001. A canção fez parte do repertório da turnê Sandy & Junior 2002 e foi revisitada em algumas datas da turnê Nossa História (2019) como parte do medley acústico.

## Antecedentes, lançamento e composição
Após o sucesso do álbum Quatro Estações: O Show (2000), e dos singles, "A Lenda" e "Enrosca", a dupla anunciou, numa entrevista em abril de 2001, que gravariam dois álbuns, um nacional e um focado no mercado internacional, e que iriam gravá-los em julho do mesmo ano. Sandy comentou, "No álbum, há pelo menos duas músicas nossas, que achamos que vão entrar. Nós compomos juntos." No final de setembro de 2001, "O Amor Faz" foi lançada como primeiro single do álbum, intitulado Sandy & Junior.
"O Amor Faz" é uma balada pop, escrita por Maurício Gaetani. A canção fala sobre a força do amor, e como ele pode fazer tudo o que alguém decide acreditar. No início, Sandy canta, "Eu ficava olhando as estrelas E fazia um pedido ao luar Eu buscava um amor dos meus sonhos E um dia encontrei seu olhar." No refrão, a dupla canta, "O amor vai até onde os sonhos conseguem chegar O amor faz tudo aquilo que alguém decide acreditar."

## Recepção comercial
"O Amor Faz" atingiu o pico de número um no ranking das faixas mais executadas nas rádios brasileiras, de acordo com a Crowley Broadcast Analysis do Brasil. No fim de 2001, "O Amor Faz" se tornou a 28ª canção mais tocada do ano.

## Videoclipes

### Videoclipe oficial
"O Amor Faz" foi o único single do álbum Sandy & Júnior a ter um videoclipe oficial. O videoclipe foi dirigido por Hugo Pontes, e conta com a dupla nos cenários que também serviram como fotos do encarte do álbum.

### Vídeoclipes para o seriado
Assim como outras canções da carreira da dupla, "O Amor Faz" possui três videoclipes gravados para o seriado homônimo da dupla. O clipe gravado em preto e branco, que foi gravado numa praia, fez parte do episódio "Meu Filho, Meu Tesouro", da terceira temporada. O clipe também ficou disponível no DVD Sandy & Junior na TV - Os Melhores Clipes da Série, lançado em 2002.

## Divulgação e outras versões
Além dos videoclipes no seriado, que ajudaram a divulgar a canção, a dupla divulgou a canção no programa Altas Horas, na turnê Sandy & Junior 2002, entre outros lugares. A canção também ganhou uma versão ao vivo no CD/DVD Ao Vivo no Maracanã lançado no final de 2002.

## Performance nas tabelas musicais
| Tabelas musicais (2001)             | Melhor posição |
| ----------------------------------- | -------------- |
| Brasil (Crowley Broadcast Analysis) | 1              |
| Brasil - Rio de Janeiro (Nopem)     | 1              |
| Brasil - São Paulo (Nopem)          | 1              |

### Tabela musical de final de ano
| Tabelas musicais (2001) | Melhor posição |
| ----------------------- | -------------- |
| Brasil (Hot 100 Brasil) | 28             |

## Prêmios e indicações
| Ano  | Prêmio                 | Categoria            | Resultado |
| ---- | ---------------------- | -------------------- | --------- |
| 2002 | Meus Prêmios Nick      | Vídeoclipe Favorito  | Venceu    |
| 2002 | MTV Video Music Brasil | Escolha da Audiência | Indicado  |
| 2002 | Prêmio Multishow       | Melhor Clipe         | Indicado  |